# 唐川大志
唐川 大志（からかわ たいし、1992年8月12日 - ）は、日本の元男子バレーボール選手である。

## 来歴
福岡県朝倉市出身。両親の影響で小学3年生からバレーボールを始める。
九州産業大学付属九州産業高等学校、福岡大学を経て、2014年、V・プレミアリーグ（当時のVリーグ1部リーグ）に所属するJTサンダーズ（現・広島サンダーズ）の内定選手となった。内定選手として2014/15 V・プレミアリーグに出場した。
2015年、大学卒業後に、JTサンダーズに入団した。入団1シーズン目の2015/16シーズンから多く試合に出場。しかし、2017/18シーズンに入ると、出場機会が減少する。2019-20シーズン、監督がティネ・サトレルになると再度出場機会が増えた。
2025年3月、2024-25シーズン限りで広島サンダーズからの退部と現役引退が発表された。6月5日に引退選手として公示。

## 所属チーム
- 九州産業大学付属九州産業高等学校（2008-2011年）
- 福岡大学（2011-2015年）
- JTサンダーズ広島/広島サンダーズ（2015-2025年）